# Miechowa
Miechowa (niem. Omechau)– wieś w Polsce położona w województwie opolskim, w powiecie kluczborskim, w gminie Byczyna.
W latach 1975–1998 miejscowość administracyjnie należała do ówczesnego województwa opolskiego. Według danych z 2011 sołectwo zamieszkiwało 245 osób, w tym: 120 kobiet i 125 mężczyzn.

## Nazwa
Pierwsza wzmianka o wsi pochodzi z 1437 roku. Zdaniem językoznawców nazwa miejscowości pochodzi od przezwiska Miech lud imienia Miecisław.
Niemiecki nauczyciel Heinrich Adamy w swojej pracy o nazwach miejscowych na Śląsku wydanej w 1888 roku we Wrocławiu jako pierwotną wymienia nazwę słowiańską w formie Miechowa, podając jej znaczenie Sackdorf czyli dosłownie wieś miechów. Niemiecka forma Omechau po raz pierwszy została zanotowana w 1743 roku.
| SIMC    | Nazwa     | Rodzaj    |
| ------- | --------- | --------- |
| 0492351 | Cegielnia | część wsi |
| 0492368 | Olek      | część wsi |

## Zabytki
Do wojewódzkiego rejestru zabytków wpisane są:
- kościół ewangelicki, obecnie rzym.-kat. fil. pw. św. Jacka, drewniany, pierwotna budowla z XVI w., przebudowana i powiększona z kaplicy na kościół w 1628 r., wtedy też wyposażono wnętrze w barokowe ołtarze i ambonę, wypisany z księgi rejestru
- zespół dworski, z XIX w.:
  - dwór
  - park.